# Linia kolejowa nr 728
Linia kolejowa nr 728 – pierwszorzędna, jednotorowa, zelektryfikowana linia kolejowa łącząca rozjazd nr 46 na stacji Tczew z rejonem ZTB stacji Zajączkowo Tczewskie.
Linia została w całości ujęta w kompleksowej i bazowej towarowej sieci transportowej TEN-T.